# Basic Element
Basic Element é um grupo sueco de Eurodance formado em 1992. O grupo retornou em 2005 e ainda está lançando novos materiais.
De Malmö, na Suécia, o grupo originalmente consiste de rapper/cantor Peter Thelenius (Petrus), tecladista Cesar Zamini, acordeão Branko J. Nuss, e vocalista Zetma Prembo. Vocalistas anteriores foram Saunet Sparell, Marie Fredriksson (não confundir com a cantora Marie Fredriksson, do Roxette). Atualmente, a banda conta com dois membros: Peter Thelenius e Jonas Wesslander.

## História
Peter Thelenius e Cesar Zamini começaram o grupo em 1992, procurado por um cantor através de um emprego em uma empresa e encontraram Zetman. Em 1993, eles fizeram um gravação com a EMI Records, portanto lançaram seu primeiro single "Move Me". Em 1994, "Move Me" foi seguido por hits como "The Promise Man", alcançando ao número 1 nas paradas Suecas.
Em 1995, Zetman deixou a banda por causa de sua gravidez e Saunet Sparell a substitui. O novo álbum "The Ultimate Ride" (incluindo os singles "The Ride" e "The Fiddle") foi lançado. Também, Peter e Cesar começaram a ter desentendimentos sobre o futuro da banda, e isso causou Cesar a deixar o grupo. Peter desde então continuou com a banda em si. O terceiro álbum do grupo ("Star Tracks") soa mais como um disco dos anos 1970. Então, Sparell deixou o grupo porque ela pensou que Thelenius só se importaria em ser famoso, e então o projeto foi colocado de lado. Em 1997, Peter lançou um álbum solo ("Trust The Pain") sob o nome de "Petrus". Em 1998, Basic Element retornou com um novo Álbum (da qual incluia o som original do Eurodance) com Marie Fredriksson (não confundir com a cantora Marie Fredriksson do Roxette.) como a nova cantora/vocalista.
De 1999, os dois membros ficaram em um hiatus, mas em 2005, o grupo retornou com um remake de seu hit de 1995 "This Must Be a Dream" e com Mathias Olofson como um novo membro do grupo. Em fevereiro de 2006, eles lançaram um novo single chamado "Raise The Gain" com um som levemente diferente. Em 7 de fevereiro de 2007, o grupo lançou seu comeback album "The Empire Strikes Back". Mais tarde em 2007, Marie Fredriksson deixou o grupo e foi substituida por Andrea Myrander como vocalista e Jonas Wesslander como o rapper. Em 2008, o álbum "The Truth" foi lançado. A banda também lançou uma nova música chamada "Got U Screaming", em 2010. Em janeiro de 2011, foi anunciado na página principal do grupo na internet que Andrea Myrander tinha oficialmente deixado a banda. Uns poucos meses mais tarde, em maio de 2011, um novo single chamado "Turn Me On" foi anunciado durante um concerto. Foi postado no YouTube em 27 de maio.
Em abril de 2012, Basic Element assinou um contrato com a gravadora sueca Label Family Tree e em 24 de abril, uma canção chamada "Shades" (featuring Max C. and Taz) foi postada no YouTube. Foi anunciado que seria anunciado um single em Junho. O grupo ainda está dando a falta de uma cantora feminina e as músicas, portanto, são somente apresentadas com vocais masculinos. O single também marcou a mudança de estilo e difere significativamente do outro material lançado depois do comeback de 2005 deles. Um grande YouTuber sueco o descreveu com uma mistura de Avicii, Swedish House Mafia e "We Found Love" da cantora Rihanna e Calvin Harris. Vocalista Max C. foi apresentado como o mebro da Swedish House Mafia, Axwell, do single "I Found You". Basic Element também irá fazer a abertura para o Avicii nos próximos eventos do "Russens Dag" na Tusenfryd, Noruega.